# Hotel Inhumans
«Hotel Inhumans» (яп. ホテル・インヒューマンズ, Hoteru Inhyūmanzu) — серія манґи, написана та ілюстрована Ао Тадзімою. Її серіалізація відбувається онлайн на вебсайті Sunday Webry видавництва Shogakukan з червня 2021 року. Наразі випущено десять томів у форматі танкобон. Аніме-телесеріал, адаптований студією Bridge, почав прем'єру в липні 2025 року.

## Персонажі
Ікуро Хоші (яп. 星 生朗, Hoshi Ikurō)
Сейю: Юске Кобаяші
Сара Хайдзакі (яп. 灰咲 沙羅, Haizaki Sara)
Сейю: Хінано Шірахама

## Медіа

### Манґа
Манґа-серія «Hotel Inhumans», написана та ілюстрована Ао Тадзімою, розпочала свою серіалізацію 12 червня 2021 року на вебсайті Sunday Webry, що належить видавництву Shogakukan. Станом на березень 2025 року, випущено десять танкобонів.
| №  | Дата виходу       | ISBN                   |
| -- | ----------------- | ---------------------- |
| 1  | 12 жовтня 2021    | ISBN 978-4-09-850661-3 |
| 2  | 11 березня 2022   | ISBN 978-4-09-851021-4 |
| 3  | 12 липня 2022     | ISBN 978-4-09-851182-2 |
| 4  | 10 листопада 2022 | ISBN 978-4-09-851382-6 |
| 5  | 10 березня 2023   | ISBN 978-4-09-851780-0 |
| 6  | 12 липня 2023     | ISBN 978-4-09-852534-8 |
| 7  | 10 листопада 2023 | ISBN 978-4-09-853010-6 |
| 8  | 12 квітня 2024    | ISBN 978-4-09-853198-1 |
| 9  | 19 листопада 2024 | ISBN 978-4-09-853590-3 |
| 10 | 12 березня 2025   | ISBN 978-4-09-853857-7 |

### Аніме
8 листопада 2024 року було анонсовано виробництво аніме-телесеріалу. Анімаційна адаптація створюється студією Bridge під режисурою Тецуро Аміно. Шоджі Йонемура відповідає за написання сценарію серіалу, Шінґо Фуджісакі розробляє дизайн персонажів, а Кохару з музичного гурту Charan-Po-Rantan займається написанням музичного супроводу. Прем'єра відбулась 6 липня 2025 року на TV Tokyo та афілійованих з нею мережах. Відкриваюча пісня — «Mister Moonlight» у виконанні imase, тоді як закриваюча пісня — «Merry Go Round» у виконанні Noa.

## Сприйняття
Серія манґи отримала рекомендації від відомої манґаки Рей Хірое та письменника Котаро Ісаки.